# Baltron
Baltron est un shoot them up  à défilement horizontal sorti en 1986 sur Famicom. Le jeu a été développé par Shouei System et édité par Toei Animation et est seulement sorti au Japon.